# 穆斯林征服西班牙
倭马亚征服西班牙，又称穆斯林征服伊比利亚半岛或倭马亚征服西哥特王国，是公元711至788年倭马亚哈里发国对位于伊比利亚半岛的西班牙行省的扩张攻占。远征行动最终导致了西哥特王国的毁灭以及倭马亚维拉亚特安达卢斯的建立。这次征服标志着倭马亚哈里发国及穆斯林完成在欧洲最西端的扩张。
倭马亚哈里发瓦利德一世统治时期，由将军塔里克·伊本·齐亚德带领的由北非柏柏尔人组成的军队于711年登陆直布罗陀，在瓜达莱特战役中击败西哥特王国篡权上位的国王罗德里克后，塔里克得到了一支来自阿拉伯、由他的上级瓦利穆萨·伊本·努赛尔领导的军队的援助，继续向北进军。到了717年，这支阿拉伯－柏柏尔联军已跨越了比利牛斯山脉，侵入塞普提曼尼亚，在此他们持续攻占高卢的领土至759年。

## 背景
9世纪穆斯林历史学家塔巴里传达了一则关于哈里发奥斯曼·本·阿凡的传说：他称穿越西班牙行省是通往君士坦丁堡的路，“只有通过西班牙才能征服君士坦丁堡，如果你征服（西班牙）你将于那些征服（君士坦丁堡）的人分享荣耀”，这使得穆斯林在完成对马格里布的征服后，开始着手进攻西班牙。拜占庭学家沃尔特·凯吉（Walter Kaegi）对塔巴里的传言提出了质疑，认为征服地中海的最西端是受到了军事、政治和宗教上的机会驱使，而不是因678年进攻君士坦丁堡失利而导致的进攻方向上的转变。
8世纪早期在伊比利亚半岛具体发生了什么很难考证，一本当时的基督教史书《754年编年史》（其编年结束于同一年）被认为是可靠的记载，但其叙述经常模糊。当时没有穆斯林相关记载，后来穆斯林所做的汇编，比如阿尔及利亚学者艾哈迈德·穆罕默德·马加里（Ahmed Mohammed al-Maqqari）在17世纪所做的工作，反映了后来意识形态的影响。早期记载的缺乏意味着对这段历史详细具体的叙述都需要谨慎对待。
倭马亚从已统治当地约300年的西哥特人手中夺得了西班牙的控制权。在倭马亚征服当地的过程中，西哥特上层阶级已开始崩塌，并且在权力继承及维护方面出现了很多问题，部分原因是由于西哥特人只占王国人口的1-2%，这使其难以控制叛乱的群众。这一时期西哥特王国的统治者是罗德里克，不过这一点依旧有争议。
罗德里克上位获得国王头衔的方式依旧未知，有说法称他与前任国王维提萨（Wittiza）的儿子阿奇拉二世（Achila II）发生了争执。此后发现的君主列表中包含了阿奇拉二世而未见罗德里克的名字，这与当时的内战记录一致。钱币学证据表明当时的王室产生了分裂，使得好几种硬币被同时铸造，阿奇拉二世直到约713年依旧是塔拉科西班牙（埃布罗河盆地）和塞普提曼尼亚的国王。《754年编年史》中将罗德里克描述为篡位者，通过欺骗获得了其他哥特人的忠诚。在9世纪晚期相对可信度较低的《阿方索三世编年史》中记述他对塞维利亚（或托莱多）主教，同时可能是维提萨兄弟的欧帕斯（Oppas）表现出明显的敌意，据称欧帕斯曾与阿斯图里亚斯王国的建立者佩拉约交战。
还有一个故事称休达伯爵朱利安（Julian of Ceuta）的妻子或女儿被罗德里克强奸，使得朱利安向倭马亚在伊夫起亚的首府丹吉尔寻求帮助。然而最早的关于征服的记载中并未提及这些故事。

## 入侵
根据9世纪编年史家伊本·阿布达·哈卡姆的记载，丹吉尔总督塔里克·伊本·齐亚德在711年带领约1,700人（另一种更可靠的说法称12,000人）的兵力从北非进军至西班牙南部。150年后哈卡姆的描述中称：“安达卢斯人没有注意到这些，认为这些来往的船只与商船类似，为了盈利而来回奔波”。在随后712年发生的瓜达莱特战役中，这支穆斯林军队击败了由国王罗德里克领导的西哥特军队。塔里克的部队得到了来自他的前任瓦利穆萨·伊本·努赛尔的援助的加强，后者策划了第二轮入侵，并在接下来的几年中两人联手控制了伊比利亚半岛三分之二的地区。有至多18,000名阿拉伯士兵参与了第二轮入侵，他们很快攻占了塞维利亚并随后在梅里达击败了罗德里克的拥护者，与塔里克的军队在塔拉韦拉会面。次年联军继续向加利西亚进军，陆续征服了莱昂、阿斯托尔加和萨拉戈萨。
根据塔巴里的记载，伊比利亚半岛在60年前，即奥斯曼哈里发（正统哈里发时期）统治时期就受到了其第一次入侵，另一位13世纪著名历史学家伊本·卡希尔（Ibn Kathir）有着相同的叙述，称阿卜杜拉·本·纳菲·侯赛因（Abd Allah bin Nafi al Husayn）和阿卜杜拉·本·纳菲·阿卜杜勒·盖斯（Abd Allah bin Nafi al Abd al Qays）于伊斯兰历32年（约公元652年）发动了入侵行动，但这次假定的进攻并未得到当代历史学家的认可。
由塔里克领导的第一次远征主力由不久前刚刚受到穆斯林影响的柏柏尔人构成，这支军队很可能表明在前伊斯兰时期，对伊比利亚半岛的大规模袭击就已经是一种历史常态，因此有人认为实际的征服行动并不是最初计划的那样。《754年编年史》与穆斯林方面的记载都提及伊比利亚半岛在此之前就发生过突袭活动，塔里克的军队在这场决定性的战役之前可能已经存在了一段时间。由于军队由柏柏尔人主导，使得此时作为倭马亚在北非总督的穆萨并没有打算领导这场不起眼的进攻，但在进攻获得出乎意料的胜利后便匆忙赶来，他的这一行为对伊比利亚半岛的进攻已长期存在这一猜测提供了支持。历史学家阿卜杜勒·瓦希德·丹农·塔哈（Abd al-Wāḥid Dhannūn Ṭāhā）指出，几位阿拉伯穆斯林作家提到了塔里克在决定带领远征队跨越海峡时并未通知他的上级和瓦利穆萨。《754年编年史》叙述到很多城镇居民逃至山上，并未参与保卫城市，这也侧面支持了这种进攻行为已长期存在的观点：居民们认为这是一次短暂的临时进攻，而不是一次永久的政权更迭。
《754年编年史》还叙述到，“整支以欺骗和对抗罗德里克为目的而跟随他的哥特人军队，在战斗中因失去了对国王的信心而溃散”，这是当时对此次战役留下的唯一的记述，且由于缺乏细节描述，使得后来许多历史学家添加了他们自己编造的叙述。战斗发生的地点被认为是瓜达莱特河。
罗德里克被认为在战斗中阵亡，由于西哥特人只王国占人口的1-2%，此次惨败使得西哥特人陷入了无领导无组织的混乱状态。尽管此前这种分离被认为是“一种相当强大而有效的政府手段”，但“中央集权到了一定程度，使得皇室军队的惨败后整片国土均失去了防御向侵略者敞开”。这种权力真空的状态可能让当时的塔里克非常吃惊，为穆斯林对当地的征服提供了很大的帮助。这一状态可能也受到了当地的西班牙-罗马裔农民的欢迎，根据西班牙学者德里克·威廉·洛马克斯（Derek William Lomax）的说法，此前他们与“野蛮而颓废”的西哥特皇室家族之间突出的法律、语言和社会鸿沟已让他们倍感失望。
714年，穆萨沿着埃布罗河向西北方向进军，侵占了西部的巴斯克地区和坎塔布连山脉，矛头直指加拉埃西亚，一路上并未遇到受到历史证实的反抗力量。在当地的第一任（或第二任，取决于所参考的文献）阿拉伯总督，穆萨的儿子阿卜杜勒·阿齐兹·伊本·穆萨统治时期，加泰罗尼亚的主要城市中心投降。714年，穆萨继续出征，陆续占领了索里亚、巴斯克西部、帕伦西亚，一直到西部的希洪和莱昂，在此他在没有遇到反对力量的情况下任命了一位柏柏尔人总督。伊比利亚半岛北部地区并没有过多地吸引穆斯林入侵者的注意，并且一旦征服后很难防御，这使得比利牛斯山山谷的西部和中部地区没有被征服。
倭马亚的军队行进至潘普洛纳，在与阿拉伯将领达成了尊重当地城镇及居民的和解方案后，巴斯克人选择了投降，这一做法在很多伊比利亚半岛的城镇中被效仿，使得倭马亚军队攻占过程中基本没有受到什么抵抗力量。考虑到那个时代的通信能力，在对这些投降的城镇的未来治理办法作出必要安排之后，用三年时间推进到比利牛斯山脉是合理的。

## 新的领地及民政措施

### 和平协议
713年，阿卜杜勒·阿齐兹击败了西哥特伯爵西奥德米尔的军队，在这之前，趁着罗德里克死于战场所造成的权力真空，西奥德米尔已从自己的势力所在地穆尔西亚出发占领了伊比利亚半岛的东南部。西奥德米尔做了有条件的投降，使得自己的领土成为在倭马亚王朝统治下的自治附庸国。
西奥德米尔的政府及基督教信仰得到了保留，作为交换，他需要缴纳吉兹亚（异教徒人头税），并交出任何阴谋反对倭马亚统治或伊斯兰教的叛乱分子。经过这些谈判，当地的多数居民大致维持了塔里克和穆萨征服前的生活状态。西奥德米尔与倭马亚所签订的协议为整个伊比利亚半岛地区开创了先例，向倭马亚势力投降的城镇遵从了这一解决方法，其中包括位于埃布罗山谷，由穆拉迪人统领的巴努·卡西王朝，以及其他伯爵和领主。
在这种模式以外，其他城镇，如科尔多瓦和托莱多，都无条件地被倭马亚袭击和攻占，并直接以阿拉伯地区的方式管理。在属于罗德里克国王的领土上，梅里达进行了长期的抵抗，但最终还是于712年夏天被征服。到了713或714年，继任了阿奇拉二世的西哥特国王阿尔多（Ardo）只对塞普提曼尼亚、比利牛斯山东部隘口以及塔拉科西班牙的沿海地区握有控制权。
伊斯兰法律并不适用于新统治者的所有居民，基督徒由他们自己的西哥特法典（拉丁文：Forum Iudicum）管理。在多数城镇中，少数族裔聚集区依旧被隔离开，新到来的民族，如叙利亚人、也门犹太人和柏柏尔人，会在已存在的市区外建立新的自治区，但这一方法不能在以倭马亚法律直接统治的城镇中实行。在科尔多瓦，大教堂被分割开以同时满足基督徒和穆斯林的宗教需求。这种境况持续了约40年，直到阿卜杜拉赫曼一世于756年征服西班牙南部为止。

### 税收
安达卢斯的早期瓦利赫尔·伊本·阿卜杜勒·拉赫曼·塔卡菲（Al-Hurr ibn Abd al-Rahman al-Thaqafi）将倭马亚统治扩张至埃布罗山谷及伊比利亚东北部边境处，平定了其大部分领土，并从717年开始跨过比利牛斯山脉开始侵略塞普提曼尼亚。同时，他派遣民政官员至被占领、由驻军守卫的城镇（他们通常驻扎在人口密集区附近），为倭马亚王朝在伊比利亚形成民政管理奠定了基础。
此外，赫尔还将土地归还给此前的基督徒地主，通过增加对地主征收货物入市税，使得倭马亚总督及大马士革哈里发的收入急剧攀升。这一税种是向特定的区域或地产征收，而不是按人头征收。除了向穆斯林征收的天课以外，只有非穆斯林才需要纳税。10年后，在新瓦利叶海亚·伊本·萨拉马·卡尔比（Yahya ibn Salama al-Kalbi）的治理下，在被征服的安达卢斯领地上建立民政管理机构的任务基本上完成了。
在赫尔的继任、新任瓦利萨姆·伊本·马利克·考拉尼（Al-Samh ibn Malik al-Khawlani）的领导下，阿拉伯人建立了对塞普提曼尼亚的控制。纳博讷于720年被攻陷，萨姆在进驻此城后，阿拉伯指挥官就对图卢兹发起了进攻，阿尔多在此战役中或其导致的余波中死亡。

## 少数族裔及内部紧张局势
在第一阶段的入侵中，军队由柏柏尔人和不同的阿拉伯团体组成，这些被倭马亚召集的各路人马并未混合在一起，而被留在了不同的城镇和自治区中。这些不久前刚被被征服、表面上被伊斯兰化的柏柏尔人通常负责最困难的任务，并且在与他们在北非的故土类似的、最崎岖的地形中进行，而阿拉伯军队负责更平坦的平原和伊比利亚南部的征服。
因此，柏柏尔人被派去驻守加拉埃西亚（可能包括阿斯图里亚斯）和北部边疆区（埃布罗河盆地），然而但这些土地仍然潮湿而寒冷，令人不快。柏柏尔人对阿拉伯统治者的不满导致了北非柏柏尔人的反抗，并蔓延到了伊比利亚。叛乱最早发生在730年，比利牛斯山脉东部塞尔达尼亚的将领乌斯曼·伊本·奈萨（Uthman ibn Naissa）与阿基坦公爵奥多大帝（Odo the Great）联手从科尔多瓦脱离了出来。
这些内部矛盾持续地威胁甚至刺激倭马亚在安达卢斯不断扩大的军事行动。739年前后，当得知法兰克王国宫相查理·马特将要第二次介入普罗旺斯时，安达卢斯总督奥卡巴·伊本·哈贾杰（Uqba ibn al-Hajjaj）不得不取消对罗讷河下游的远征来应对南部的柏柏尔人起义。次年，驻扎在莱昂、阿斯托尔加和其他西北部前哨的柏柏尔人驻军放弃了他们的阵地，其中一些甚至皈依了基督教，从此穆斯林定居点永久地建立在了杜罗河的南部。
总督阿卜杜勒·马利克·伊本·卡丹·菲赫里（Abd al-Malik ibn Katan al-Fihri）治理时期，柏柏尔人的叛乱席卷了整个安达卢斯地区，增援部队从地中海另一端的“叙利亚”军区（实际上是也门阿拉伯人）被召集而来，柏柏尔人被血腥镇压，同时742年后阿拉伯指挥官得到了增援。安达卢斯不同的阿拉伯派系达成了轮流执政的协议，但由于反对倭马亚统治的优素福·伊本·阿卜杜勒·拉赫曼·菲赫里（Yusuf ibn Abd al-Rahman al-Fihri）依然在位，这这种状态并未维持多长时间，直到倭马亚王朝的阿卜杜拉赫曼一世在756年将其击败，并建立了独立的科尔多瓦酋长国。趁着安达卢斯的这段动荡时期，法兰克国王矮子丕平从其手中夺取了纳博纳。
当优素福与阿卜杜拉赫曼一世在安达卢斯争夺权力时，作为倭马亚王朝中坚力量的“叙利亚”军队分裂了。穆达和盖斯部落，以及北非当地及其第二、三代的阿拉伯人都支持优素福，而也门和柏柏尔人支持阿卜杜拉赫曼（可能由于阿卜杜拉赫曼的母亲是北非柏柏尔人）。到了756年，安达卢斯南部和中部（科尔多瓦和塞维利亚）已被阿卜杜拉赫曼占领，但此后他用了25年的时间才控制了北部边疆区（潘普洛纳、萨拉戈萨及东北部所有地区）。

## 后续
伊比利亚半岛是倭马亚王朝所攻占的最西端的领土，并归于伊夫起亚管理。720年时，哈里发甚至曾考虑抛弃这些领土。在征服后的数百年间，伊比利亚半岛的多数地区被称作安达卢斯，由穆斯林统治。只有少数新兴起的基督教小国在半岛北部的山区重新夺回了一些控制权。
756年，被推翻的倭马亚王朝的幸存后人阿卜杜拉赫曼一世来到了安达卢斯，并控制了科尔多瓦和塞维利亚，自称埃米尔（或马利克），同时移除了主麻日上任何提及阿拔斯王朝的事物。在阿卜杜拉赫曼一世做出这些举动后，伊比利亚南部事实上已经脱离了阿拔斯王朝的统治并独立，称科尔多瓦酋长国。阿卜杜拉赫曼一世及其继任者们都认为自己是倭马亚王朝的合法继承者，并认为其统治比阿拔斯王朝更加权威，尽管这一声明并不被安达卢斯之外的、附属其下的北非地区的承认。据称阿卜杜拉赫曼一世从未考虑过建立一个独立的公国。
在阿卜杜拉赫曼一世统治时期，安达卢斯地区逐渐统一，形成中央集权并缓慢但稳步在各区域间达成均衡。在征服初期，许多城镇和地区商定的自治权在778年被推翻，在某些地区这一时间更早（如潘普洛纳在742年就被取消自治）。以托莱多为中心的西班牙教会在新的统治者下地位没有受到损害，但在8世纪末的嗣子说争论中，其与罗马教廷产生争论分歧。罗马教廷依赖与查理曼的联盟来捍卫其政治权威和财产，以此承认位于伊比利亚北部的阿斯图里亚斯是独立于科尔多瓦，由阿方索二世统治的王国。
安达卢斯的居民，尤其是渴望得到统治阶级部分权力的当地贵族，开始皈依伊斯兰教且学习阿拉伯语。然而大多数居民依旧是基督徒（使用莫扎拉布礼），拉丁语（莫扎拉布语）直到11世纪一直是当地的主要语言。内布拉斯加大学的历史学家杰西卡·库珀（Jessica Coope）认为现代史之前的穆斯林征服与基督教化不同，因后者是“作为投降协议的一部分强加在所有人身上，因此缺乏在现代宗教信仰观念中所需要的个人信念”，而穆斯林征服“战争之地”其目的不是让人民皈依伊斯兰教，而是相信在伊斯兰教的统治下每个人都能生活的更好。
阿卜杜拉赫曼一世创建的科尔多瓦酋长国一直存在到了11世纪。此后分裂出的诸多小而短命的酋长国（泰法）此后再也无力阻挡北部基督教王国的扩张，此后穆拉比特王朝和穆瓦希德王朝先后征服了安达卢斯，再后于1269年被马林王朝推翻，但这些并不能阻止穆斯林统治地区的分裂。统治此地的最后一个穆斯林王朝，格拉纳达酋长国于1492年被伊莎贝尔一世和费尔南多二世分别领导的卡斯蒂利亚王权和阿拉贡王权军队击败，对西班牙裔穆斯林的最后一次驱逐发生于1614年。

## 年表

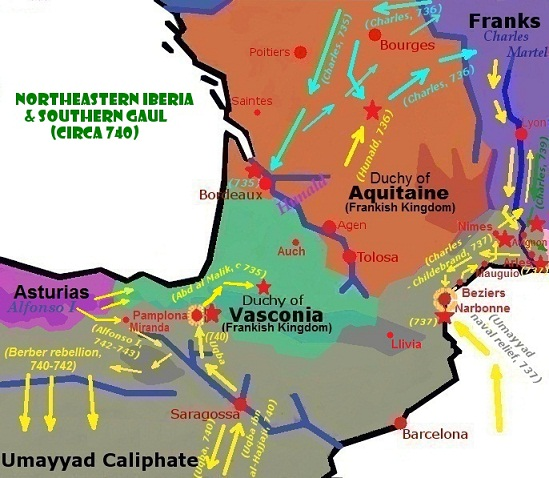
739年－742年柏柏尔人起义时的安达卢斯东北部、比利牛斯山脉及高卢南部的局势

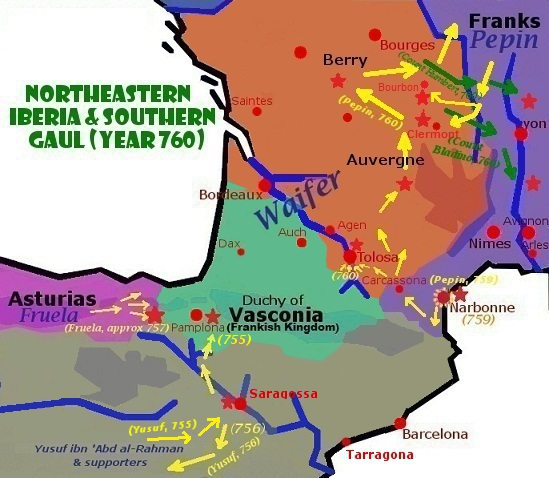
760年 矮子丕平征服纳博纳时的安达卢斯东北部、加斯科涅公国及塞普提曼尼亚的局势

如上文所述，许多关于征服伊比利亚的传统叙述更多的是传说而不是可靠的历史，一些重要的事件及相关故事整理如下：
- 710年：一位穆萨·伊本·努赛尔的柏柏尔人毛拉塔里克·伊本·齐亚德带领400人及100匹马来到今直布罗陀
- 711年：北非伊夫起亚的总督穆萨·伊本·努赛尔派遣塔里克至伊比利亚半岛
- 711年（7月19日）：西哥特国王罗德里克及其军队在瓜达尔基维尔河发生的瓜达莱特战役中被彻底击败
- 712年：瓜达莱特战役后，穆萨·伊本·努赛尔加入了塔里克，两人继续攻击此前需避开的城镇和据点，阿布·佐拉·塔里夫（Abu Zora Tarif）来到阿尔赫西拉斯[35]
- 713年：西奥德米尔做了有条件的投降，使得他可以继续统治以穆尔西亚为中心的东南部地区
- 715年：阿卜杜勒·阿齐兹·伊本·穆萨宣布成为第一任安达卢斯瓦利，并迎娶罗德里克的遗孀埃吉洛纳（Egilona），塞维利亚成为首都
- 717年－718年：赫尔·伊本·阿卜杜勒·拉赫曼·塔卡菲对哥特人所在的塞普提曼尼亚发动了第一次军事行动
- 719年：安达卢斯第四任瓦利萨姆·伊本·马利克·考拉尼将总督所在地从塞维利亚迁至科尔多瓦，巴塞罗那与纳博讷被征服
- 721年：由萨姆领导的倭马亚军队在图卢兹战役（英语：Battle of Toulouse (721)）中被阿基坦公爵奥多大帝击败
- 722年：佩拉约在阿斯图里亚斯山间发生的科瓦东加战役中击败倭马亚势力
- 725年：安巴萨·伊本·苏海姆·卡比（Anbasa ibn Suhaym al-Kalbi）征服了整个塞普提曼尼亚，袭击了罗讷河下游并夺得欧坦
- 731年：乌斯曼·伊本·奈萨在色丹尼亚被阿卜杜勒·拉赫曼击败
- 732年春：由阿卜杜勒·拉赫曼领导的远征在加龙河战役（英语：Battle of the River Garonne）中击败了奥多大帝
- 732年秋：阿卜杜勒·拉赫曼在图尔战役被墨洛温王朝宫相查理·马特彻底击败
- 734年：普罗旺斯公爵毛朗图斯（Maurontus）在对阿尔勒、亚维农和马赛进行军事征服时寻求倭马亚的帮助
- 740年－742年：伊比利亚北部的柏柏尔人放弃了他们的居民身份，加入柏柏尔人起义（英语：Berber Revolt）
- 743年－757年：阿方索一世进攻了杜罗河和埃布罗河间的区域，但并未保住此地
- 743年：穆达与也门部落同意每年选择他们中的一个成员来轮流统治安达卢斯
- 747年：穆达部落，乌克巴·伊本·纳菲（Uqba ibn Nafi）的后裔优素福·伊本·阿卜杜勒·拉赫曼·菲赫里拒绝让也门候选人接替统治，并在当地开始自治
- 755年：萨拉戈萨的起义被镇压，优素福的分离企图被潘普洛纳的巴斯克人摧毁
- 755年：阿卜杜拉赫曼一世在南部海岸登陆，迅速征服了格拉纳达、塞维利亚和科尔多瓦
- 756年：在拒绝向优素福妥协之后，阿卜杜拉赫曼一世成为了科尔多瓦的倭马亚埃米尔并击败了优素福
- 759年：矮子丕平征服纳博纳（英语：Siege of Narbonne (752–59)）
- 763年：阿卜杜拉赫曼一世在卡尔莫纳击败了亲阿拔斯王朝势力
- 778年：查理曼在萨拉戈萨被当地穆斯林领主击退
- 779年：阿卜杜拉赫曼一世向北部边疆区（英语：Upper March）进军，征服起主要城镇萨拉戈萨
- 781年：比利牛斯山脉南部的潘普洛纳和巴斯克被征服，整个安达卢斯地区统一
- 788年：阿卜杜拉赫曼一世去世